# Unità di allocazione
Nei file system dei computer, una unità di allocazione o cluster (in alcuni casi chiamato blocco) è la più piccola unità di spazio logica trascrivibile su ROM per documenti e indirizzi.

## Descrizione
Per ridurre il sovraccarico della gestione delle strutture dati su disco, il filesystem non alloca per impostazione predefinita singoli settori del disco, ma gruppi di settori contigui, chiamati unità di allocazione o cluster, per fare un esempio, se un disco rigido utilizza settori da 512 byte, nel caso il cluster sia 512 byte, vuol dire che contiene un settore, mentre un cluster da 4 kibibyte (KiB) contiene otto settori.
Un'unità di allocazione o cluster è la quantità logica più piccola di spazio su disco che può essere allocata per contenere un file, questo comporta che la memorizzazione di documenti di piccole dimensioni (inferiori rispetto all'unità di allocazione) su un filesystem con unità di allocazione di grandi dimensioni, si verifica lo spreco dello spazio utile, che assume il nome di "spazio vuoto", mentre nel caso le dimensioni dell'unità di allocazione siano molto piccole rispetto alla dimensione media del file, lo spazio sprecato per file sarà statisticamente circa la metà della dimensione dell'unità di allocazione, questo comporta che lo spazio sprecato aumenterà con il crescere della dimensione dell'unità di allocazione.
Tuttavia, una dimensione del cluster maggiore riduce il sovraccarico e la frammentazione dei documenti salvati, il che può migliorare la velocità di lettura e scrittura in generale, le dimensioni tipiche dei cluster variano da 1 settore (512 B) a 128 settori (64 KiB), ma dipendono anche dal file system, dal sistema operativo e dal tipo di unità di supporto, quindi la sua tecnologia e dimensione fisica.
Non è necessario che un cluster sia fisicamente contiguo sul disco, ma può estendersi su più di una traccia o se viene utilizzato l'interleaving di settore, può anche essere discontinuo all'interno di una traccia, ciò non va confuso con la frammentazione, poiché i settori sono ancora logicamente contigui.
Un "cluster perso" si verifica quando un file viene eliminato dall'elenco delle directory, ma la tabella di allocazione dei file (FAT) mostra ancora i cluster allocati al file.
Il termine cluster è stato modificato in unità di allocazione in DOS 4.0. Tuttavia il termine cluster è ancora ampiamente utilizzato.